# La Chapelle-Fortin
 La Chapelle-Fortin  es una población y comuna francesa, en la región de  Centro, departamento de Eure y Loir, en el distrito de Dreux y cantón de La Ferté-Vidame.

## Demografía
| 237 | 206 | 171 | 163 | 139 | 159 |
| Para los censos de 1962 a 1999 la población legal corresponde a la población sin duplicidades (Fuente: INSEE [Consultar]) |     |     |     |     |     |